# Рункельштайн (замок)
Рункельштайн (нем. Runkelstein, итал. Castel Roncolo) — средневековый замок в коммуне Ренон, в провинции Больцано (Южный Тироль), в регионе Трентино-Альто-Адидже, Италия. Рункельштайн является одним из наиболее хорошо сохранившихся подобных комплексов со времён Средневековья. Знаменит крупной коллекцией фресок с сюжетами не на религиозные, а на светские темы. По своему типу относится к замкам на вершине.

## Местоположение

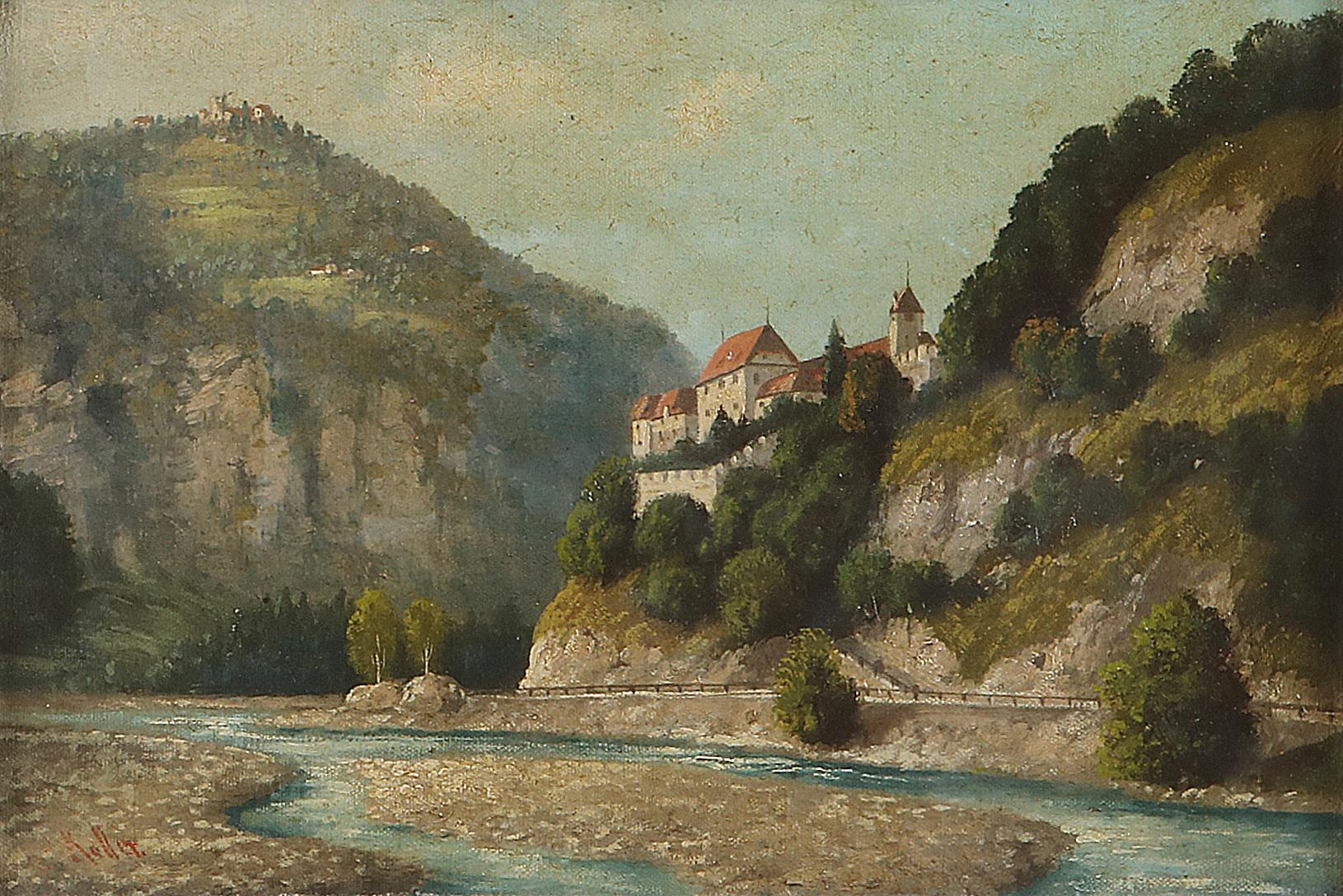
Замок на рисунке конца XIX века

Замок расположен на левом берегу реки Талвера на высокой каменной скале, образованной из вулканических пород, именуемых порфир. С трёх сторон Рункельштайн окружают почти отвесные склоны, что делает крепость практически неприступной.

## История

### Ранний период

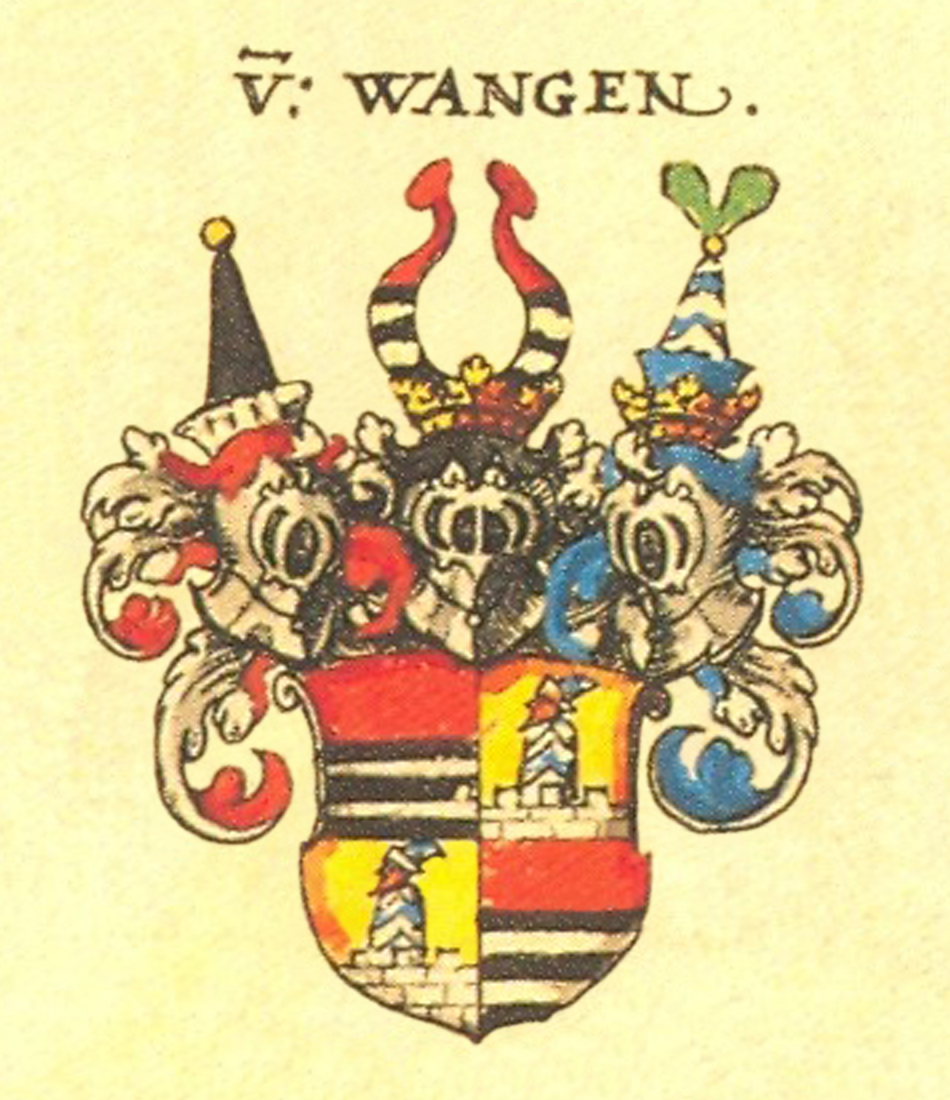
Герб рода Ванген (дворянский род)

Укрепления в данном месте существовали, вероятно, со времён Античности. Но достаточно детально история замка прослеживается с 1237 года, когда по приказу братьев Фридриха и Бераля фон Ванген (см. также Замок Ванген-Беллермонт) были возведены мощные каменные стены. Предварительно владельцы получили разрешение на строительство от епископа Тренто Альдериха фон Кампо. Тогда же было согласовано и название крепости — Рункельштайн.
Уже в 1274 году комплекс получил серьёзные повреждения во время осады, которую организовал Мейнхард II, граф Тироля. После этого Рункельштайн на некоторое время пришёл в запустение. Но выгодное расположение, позволявшее контролировать пути через Альпы из Германии в Италию, привело к тому, что в XIV веке замок был восстановлен.
В 1385 году замок приобрели братья Франц и Никлаус Винтлеры. Судя по всему, они были незнатного происхождения, но очень богаты. Вскоре они решили модернизировать укрепления и построить более просторную жилую резиденцию. Работы начались в 1388 году. Ещё через пару лет внутри появилась замковая капелла.
С 1419 года совладельцем замка оказался дворянин из города Больцано по имени Георг Мецнер. Он приходился двоюродным братом Хансу Винтлеру, который в это время владел крепостью. Потомки Мецнера оставались хозяевами Рункельштейна целый век.

### Эпоха Ренессанса
В 1520 году прогремел мощный взрыв в башне, где хранился порох. Серьёзно пострадали внутренние постройки, а Шильдмауэр (самая высокая и важная часть кольцевых стен) в ряде мест обрушился. Немедленно начались восстановительные работы. Причём в первую очередь отремонтировали стены, чтобы замок не остался уязвимым.

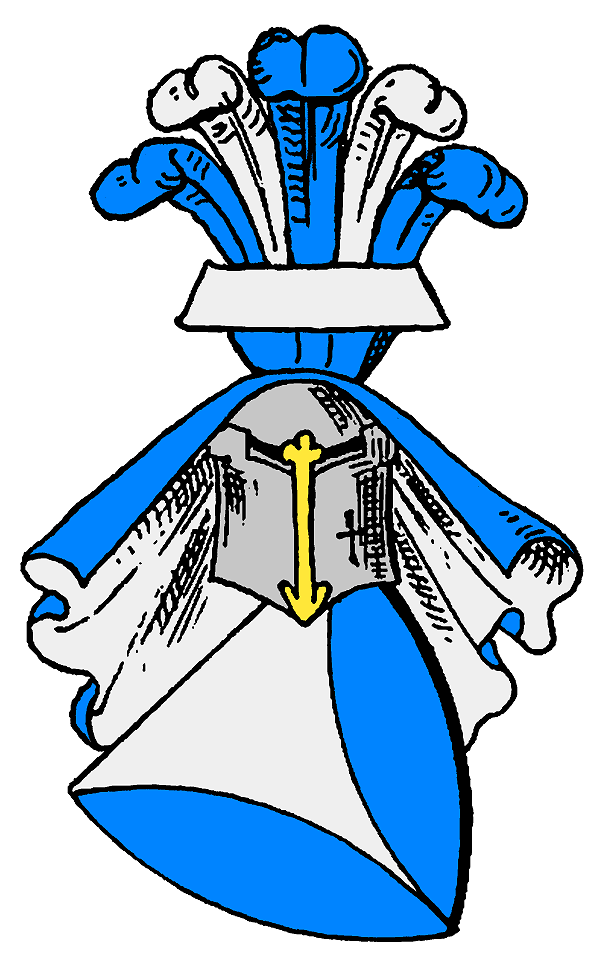
Герб рода Лихтенштайн-Кастелькорн (дворянский род)

В 1574 году Рункельштайн был снова перестроен. На этот раз реконструкцию пожелали провести представители рода фон Лихтенштайн-Кастелькорн, которые купили замок и хотели сделать его укрепления более современными, а жилую резиденцию более комфортной. До нашего времени сохранился герб рода Лихтенштайн, прикреплённый к фасаду главного здания. 
В 1672 году сильный пожар практически уничтожил жилую резиденцию. Ремонт затянулся на продолжительное время.

### XVIII-XX века

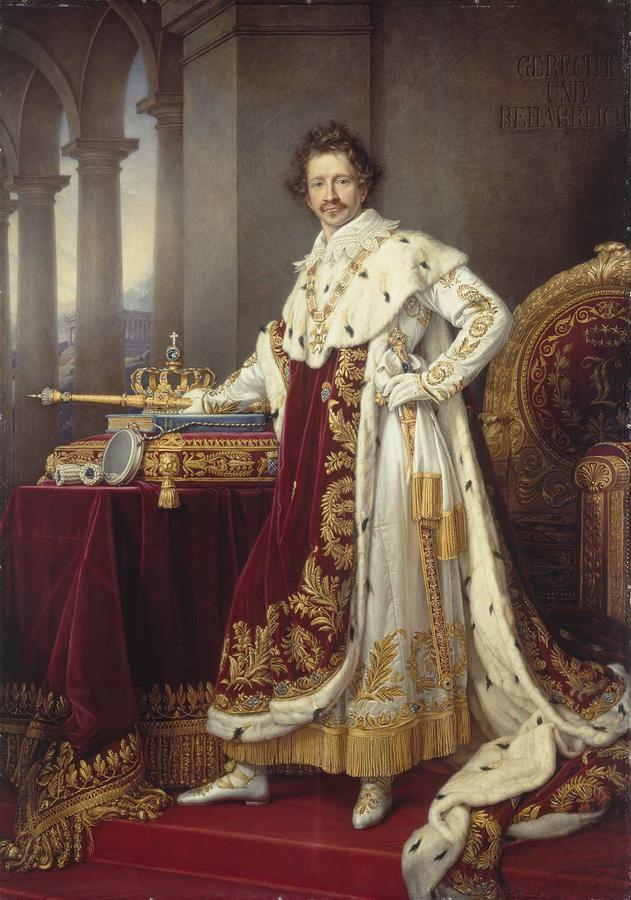
Король Людвиг I Баварский

К XVIII веку замок превратился в загородную резиденцию епископов Тренто. В 1833 году Рункельштайн посетил король Людвиг I Баварский. Он стал первым, кто собственноручно оставил отзыв об увиденном в гостевой книге. Этот том благополучно сохранился до наших дней. 

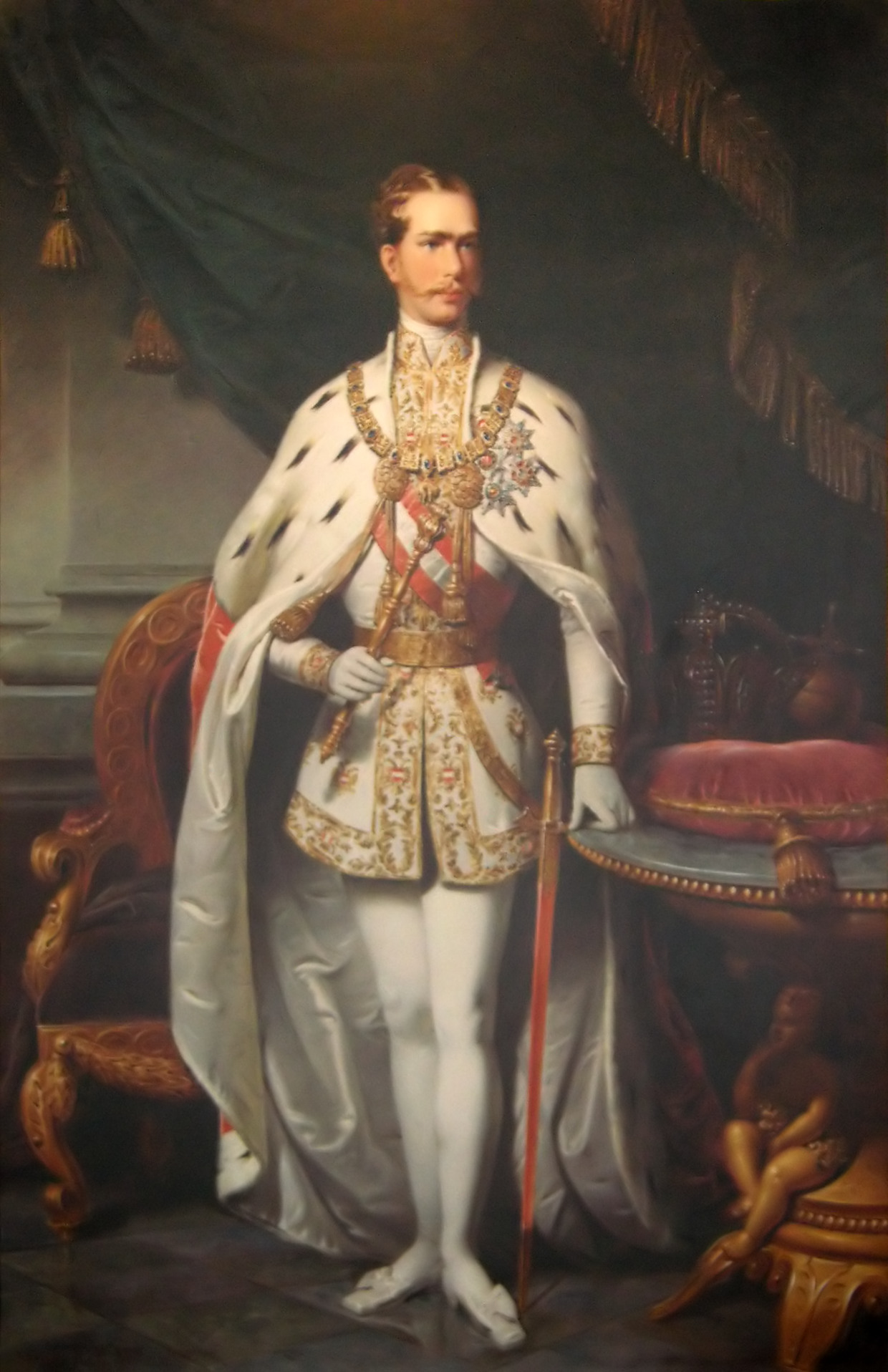
Император Франц Иосиф I

В 1868 году часть каменных блоков обрушилась. Некоторое время замок оставался без ремонта. Всё изменилось в 1880 году, когда комплекс выкупил эрцгерцог Иоганн Сальватор и подарил его императору Австро-Венгерской империи Францу Иосифу I. Вскоре после этого в замке начались восстановительные и реставрационные работы. Для подготовки проекта и контроля за ходом реконструкции была приглашена целая группа архитекторов: автор проекта реконструкции Венского собора Фридрих фон Шмидт, городской архитектор города Больцано Себастьян Альтманн, немецкие архитекторы Отто Шмид и Рудольф Брейер. Одной из главных задач являлось максимально точное восстановление замка в духе средневековых традиций. В том числе с использованием характерных для той эпохи строительных материалов. Работы продолжались с 1884 по 1888 год.

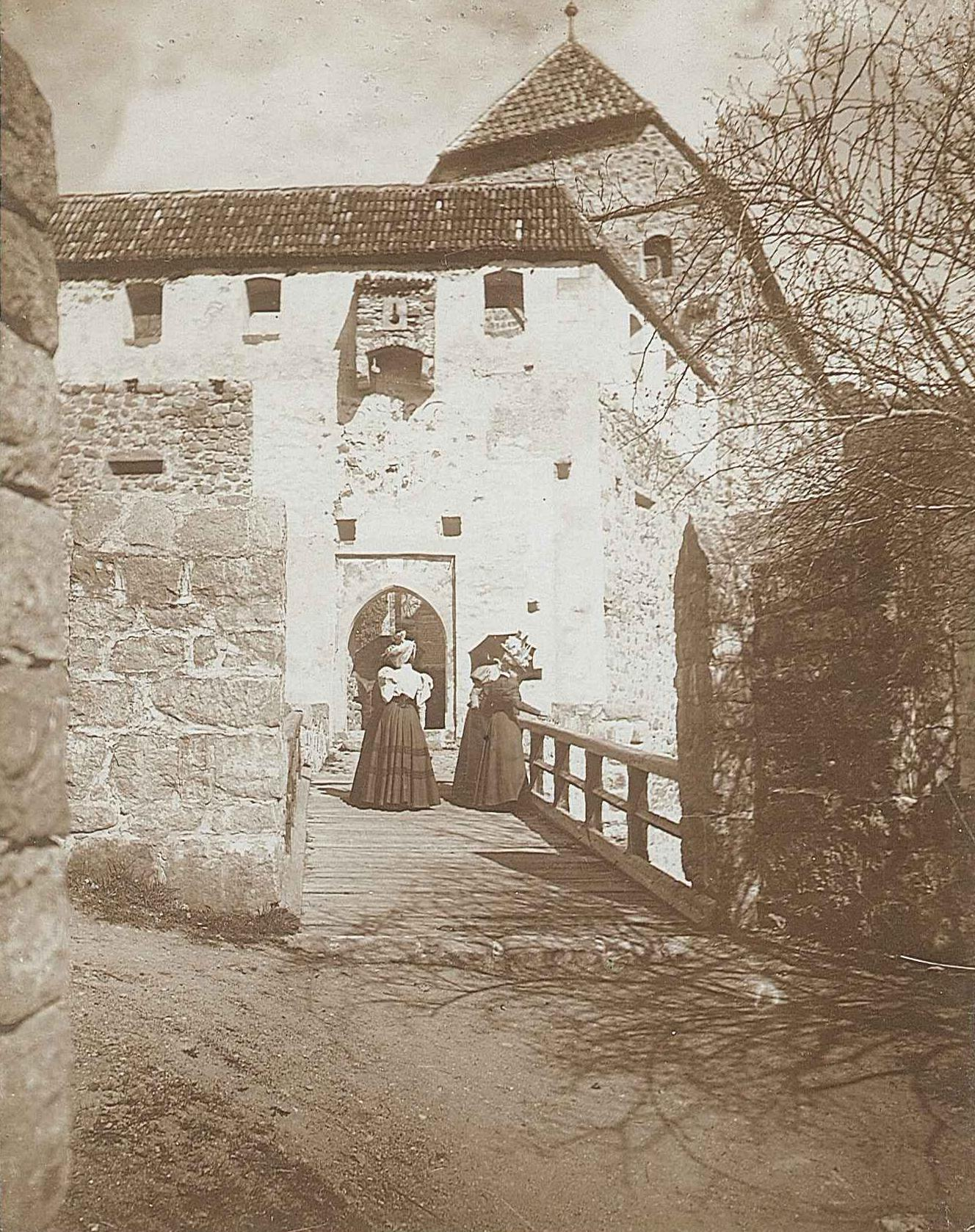
Вход в замок на фотографии конца XIX века

В 1893 году император решил подарить замок муниципалитету Больцано. С тех пор собственником комплекса являются власти региона. В настоящее время муниципалитет управляет Рункельштайном и крепостью Мареч с помощью специально созданного «Фонда замков Боцен».

## Описание

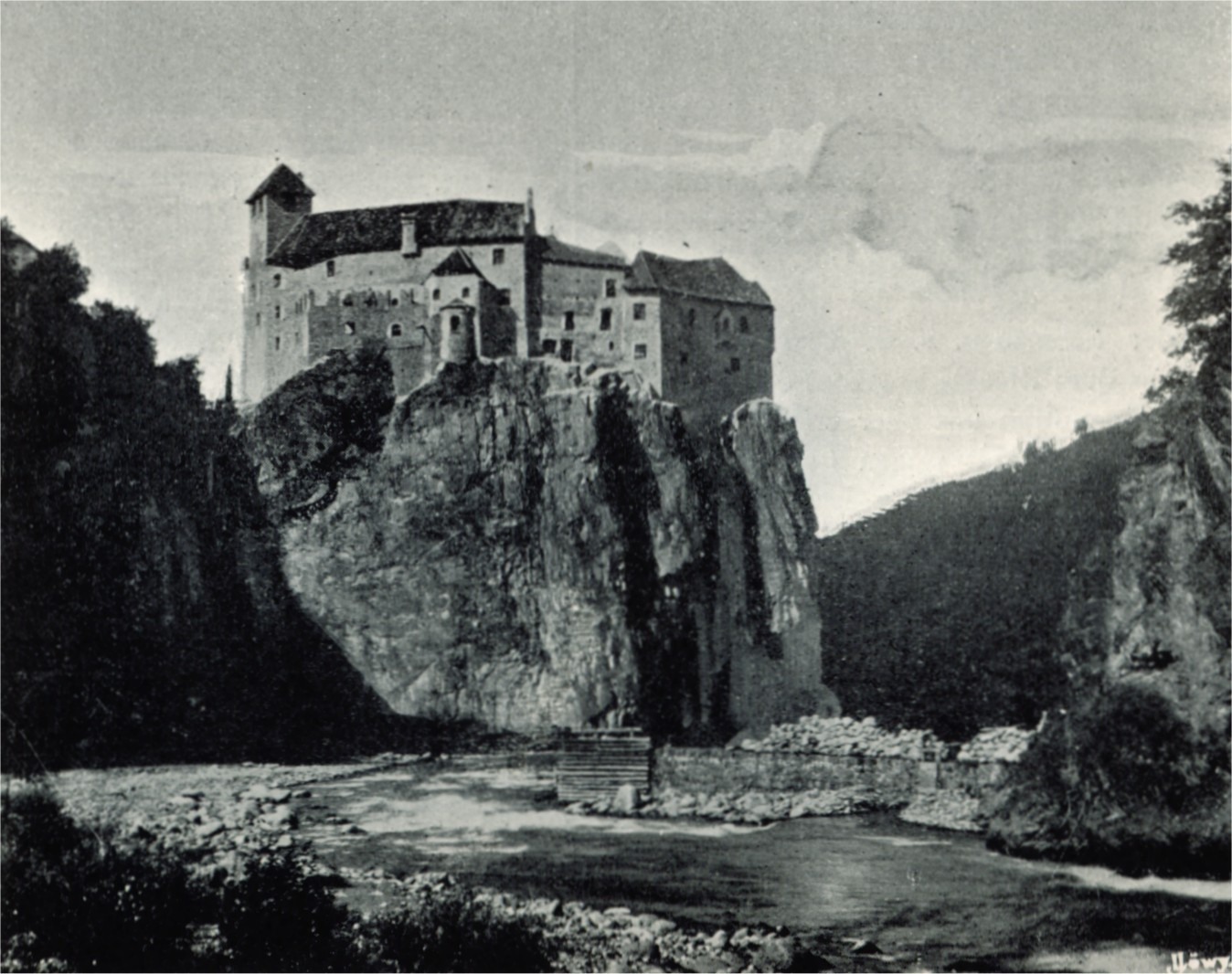
Замок на фотографии 1898 года

### Общие сведения
В комплексе находятся сразу три здания, которые являлись жилыми резиденциями владельцев. Эти здания снаружи одновременно играли роль внешних защитных стен. Поэтому замок немного отличается от привычной крепости со стенами и башнями.
Внутри имеется небольшой двор. Стены в основном повторяют контур скалистой вершины. Пространство замка слегка вытянуто с севера на юг. Главные резиденции находится напротив друг друга с востока и запада. Их часто именуют дворцами. В замок можно попасть только через единственные ворота, расположенные в южной части. В прежние времена перед ними находился подъёмный мост. 
В отличие от других замковых комплексов Южного Тироля, которые с течением времени неоднократно перестраивались и модифицировались, Рункельштайн сохранился со времён Средневековья почти без изменений.

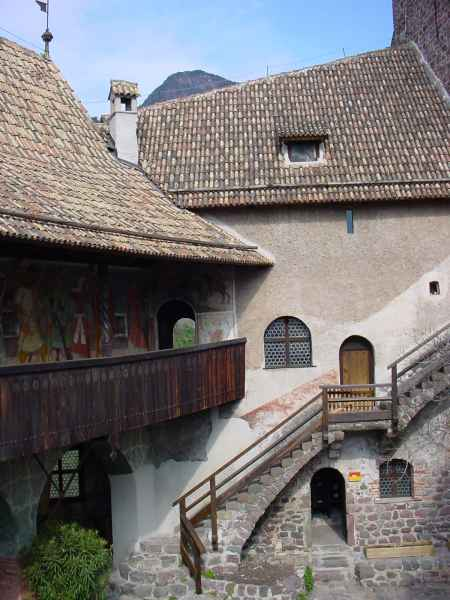
Внутренний двор замка

### Внутренний двор
Комплекс разделен на несколько частей, расположенных вокруг двора. На западе находится четырехэтажный Западный дворец. Здесь сохранился зал, именуемый «Бадештубе». Это помещение с очень хорошо сохранившимися фресками. Роспись была создана в эпоху, когда крепостью владели Винтлеры.
На севере находится небольшое жилое здание, которое часто называют Летний дом. Он был построен в 1390 году и через бывшее кухонное крыло связан с постройками у восточной стены. Здесь находится Восточный дворец. К нему пристроена и двухэтажная замковая капелла.
Всю юго-восточную часть занимали фортификационные сооружения. Это связано с тем, что тут находились ворота, ведущие внутрь, а также потому, что штурмовать замок было удобнее всего с юга. В период между 1884 и 1888 средневековые стены были тщательно восстановлены. Также в южной части находились хозяйственные пристройки (кузница, склады, помещения для гарнизона и пр.). 
Часть внутреннего мощения двора сохранилась с XIII века. Однако, к сожалению, внутри зданий сохранилось очень мало предметов оригинальной обстановки.

### Коллекция фресок
Комплекс имеет самую большую сохранившуюся коллекцию фресок, сюжеты которых связаны в основном со светской, а не религиозной тематикой. Работы, имеющие ценность как важное свидетельство разных бытовых аспектов жителей Европы Средних веков, были созданы между 1388 и 1410 годами.
К самым ранним изображениям относятся настенные росписи в замковой капелле, освященной в 1390 году. Здесь как раз преобладают рисунки связанные с библейскими сюжетами и жизнеописаниями святых. Изображены сцена жертвоприношения Каина и Авеля, сцены из жития святого Христофора Ликийского, сцены из жизни святой Екатерины Александрийской, а также остатки росписи, посвящённой легендарным деяниям святого Антония Великого. 
В Западном дворце сохранились росписи стен с эпизодами придворной жизни. Их случайно обнаружили в 1995 году под слоем краски и штукатурки. Это и рыцарские турниры, и танцы, а также многочисленные мужские и женские фигуры в дорогих одеждах. Имеются сцены охоты (с хорошо прорисованными животными), турнира по стрельбе из арбалета и тренировок рыцарей. Есть картины с рисунками влюбленных пар. Все эти фрески были написаны до 1402 года.
В так называемом Летнем доме сохранились росписи, созданные около 1410 года Гансом Стоцингером. Здесь можно найти рыцарей из окружения короля Артура и сцены из сказаний о Тристане и Изольде. Снаружи Летнего дома расположены девять триад (рисунки с группами из трёх человек, связанных друг с другом). Эти росписи созданы вскоре после 1393 года. Здесь присутствуют персонажи Античной истории: Гектор, Александр Великий и Юлий Цезарь; библейские персонажи: Иисус Навин, царь Давид (с весьма вольным изображением шлема и короны) и Иуда Маккавей (нарисован с штандартом и в полном вооружении рыцаря XIV века, но в еврейской шляпе вместо шлема); король Артур, император Карл Великий и герцог Готфрид Бульонский; есть триада, составленная из таких полулегендарных личностей, как Дитрих Бернский, Зигфрид и Дитлейб Штирийский, а также тщательно прорисованные великаны и гномы.

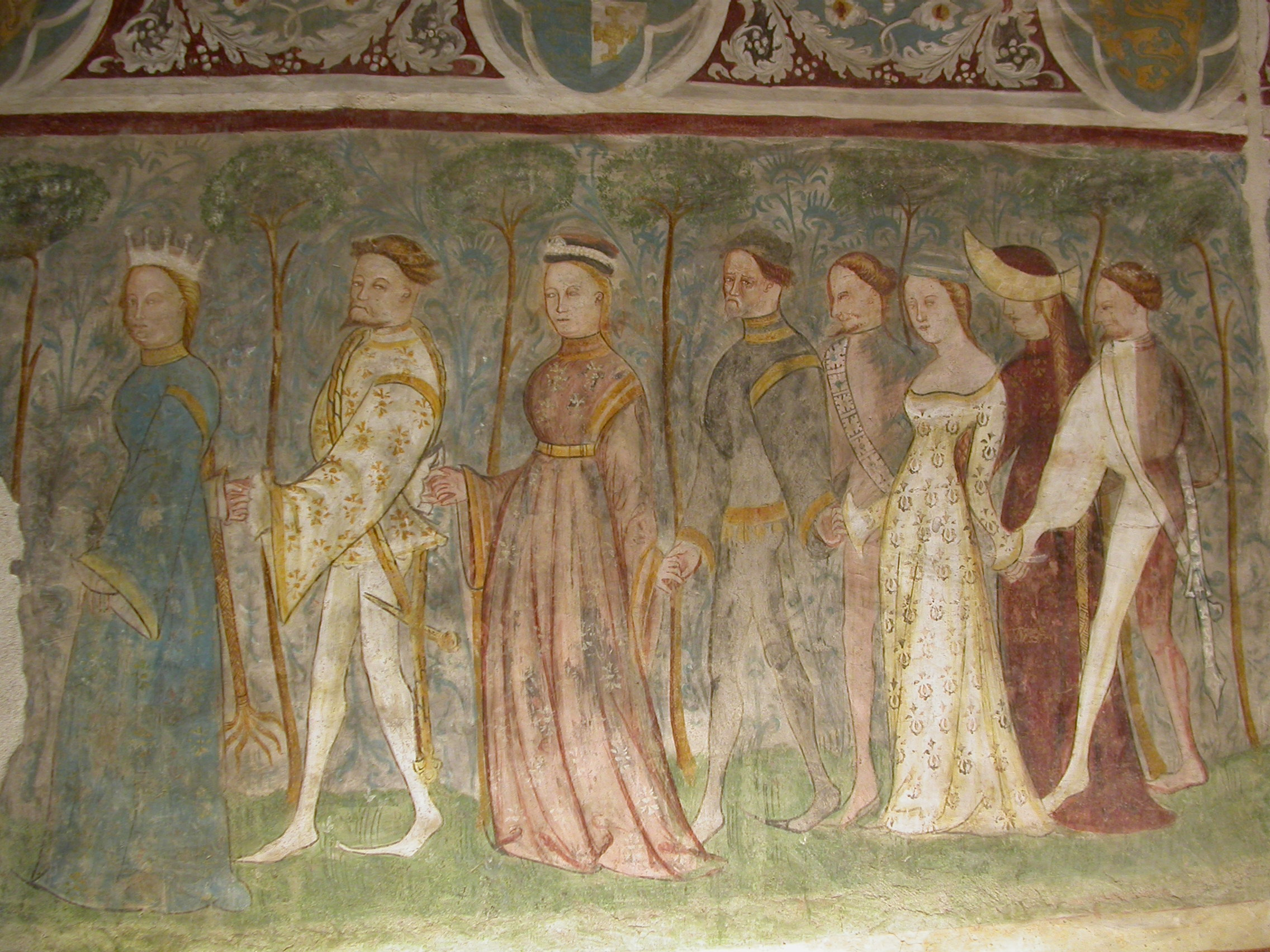
Сцена с танцами
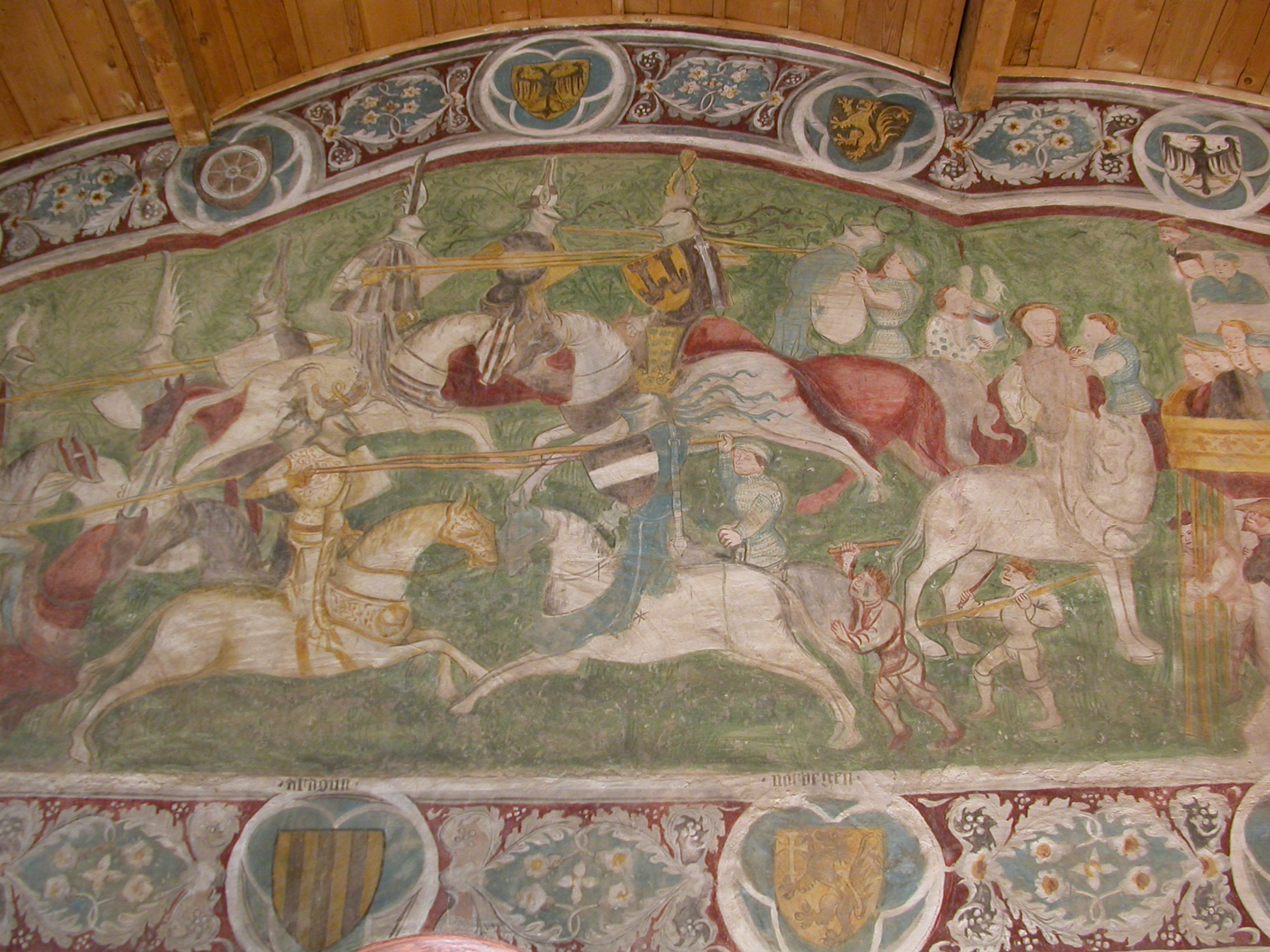
Рыцарский турнир
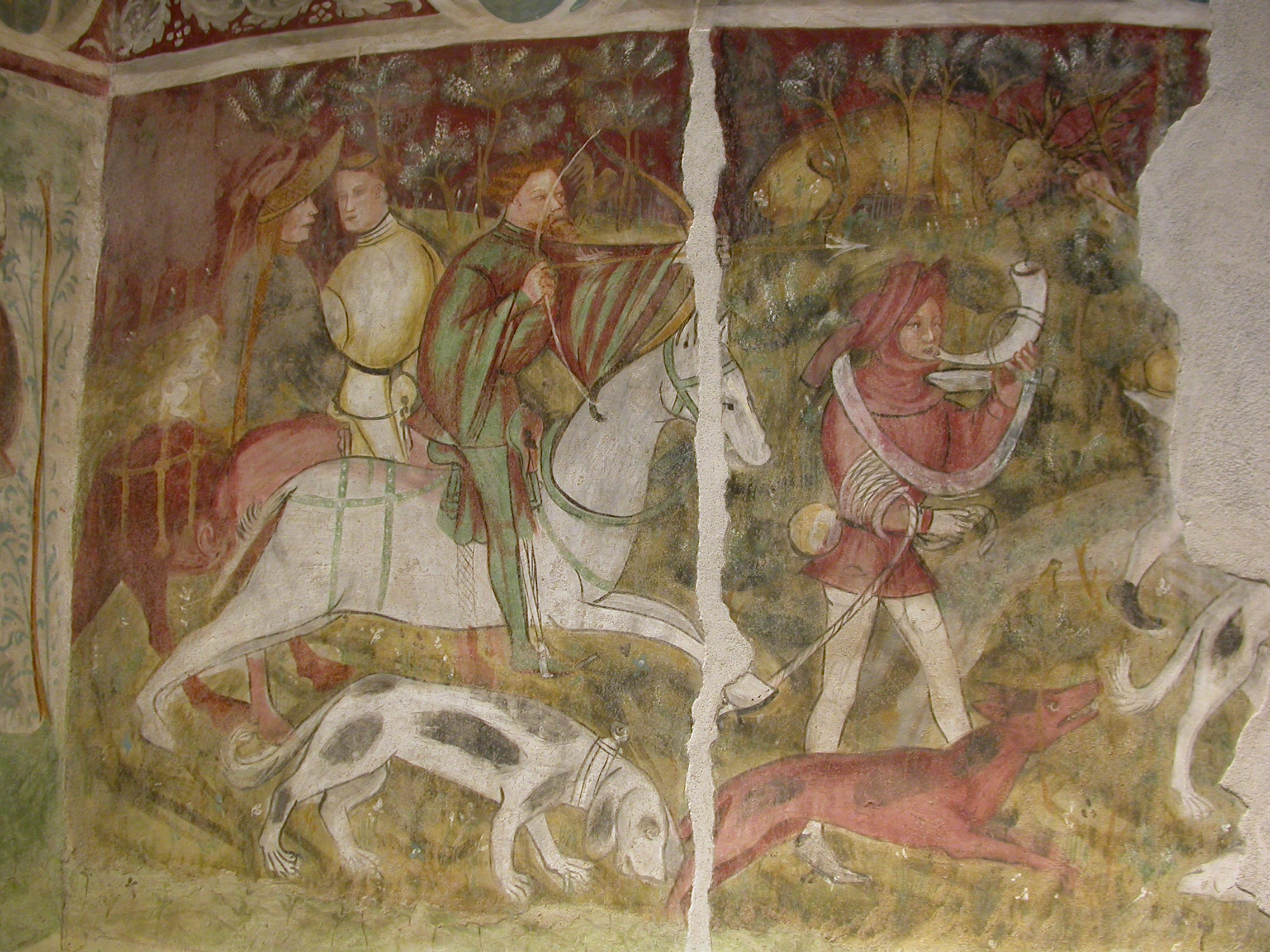
Сцены лесной охоты
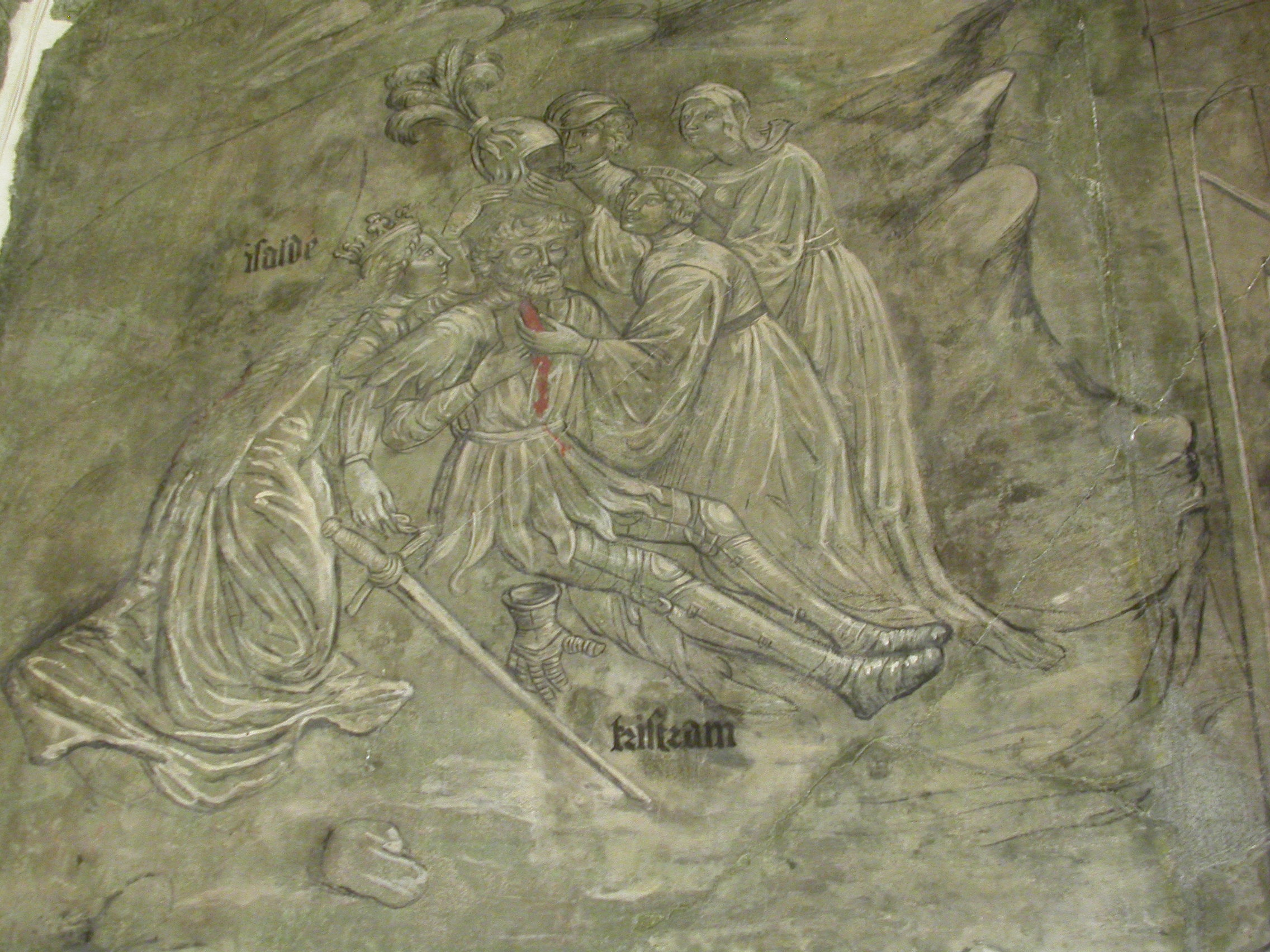
Изображения на тему «Тристан и Изольда»
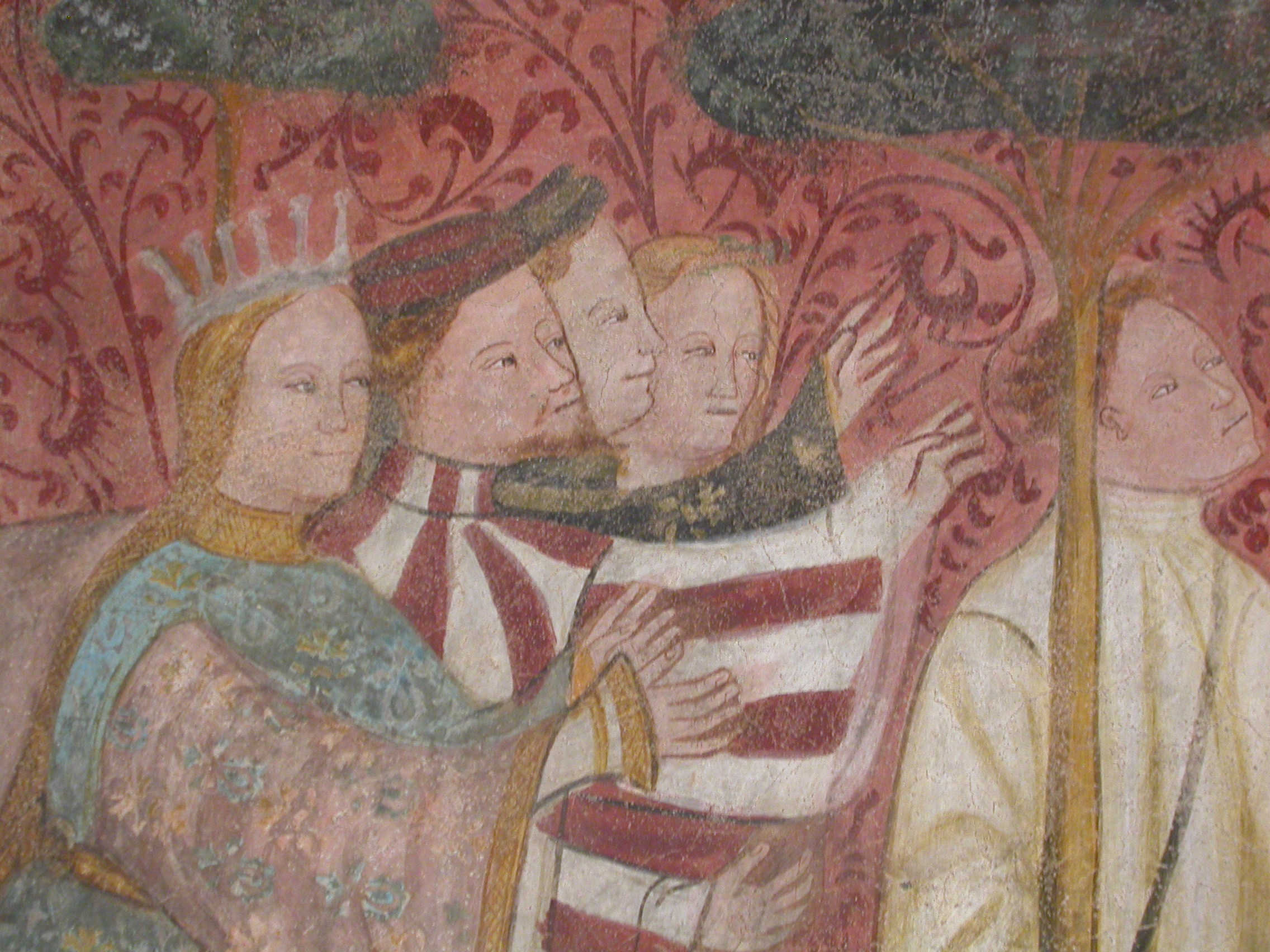
Представители знати, играющие в мяч

Важное значение фресок замка Рункельштейн состоит ещё и в том, что они представляют собой уникальный источник по истории одежды эпохи Позднего Средневековья, в частности, XIV века. На изображённых нарядах и платьях можно увидеть модные тенденции, характерные для различных регионов.

## Текущее использование
Комплекс является одной из главных достопримечательностей региона. Туристам всячески напоминают, что он является максимально аутентичной средневековой крепостью. Доступ публики внутрь возможен круглый год. Предлагается проведение экскурсий.
Летом во дворе замка проходят музыкальные фестивали и театральные постановки. 

## Галерея

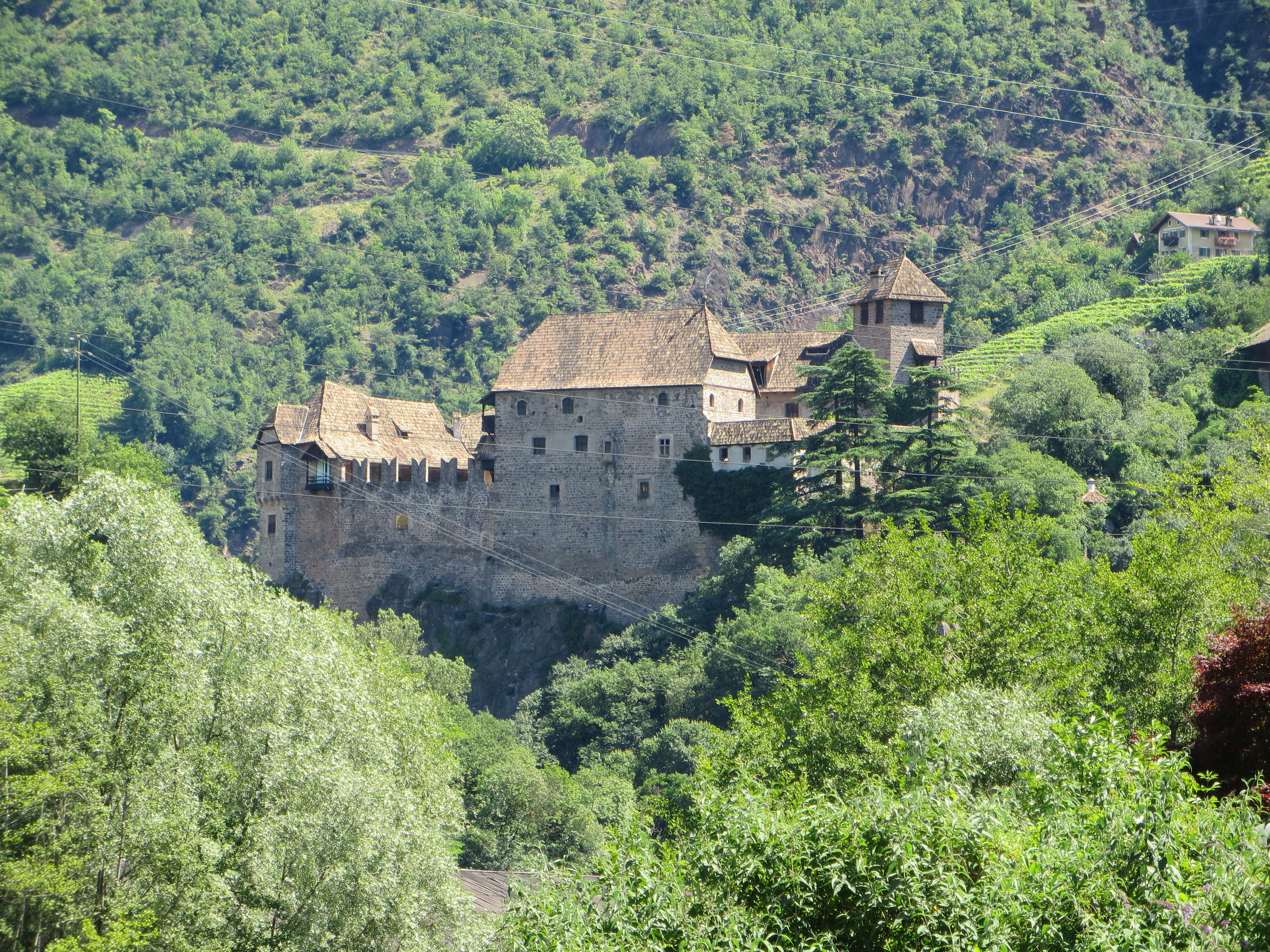
Замок на фоне горных склонов
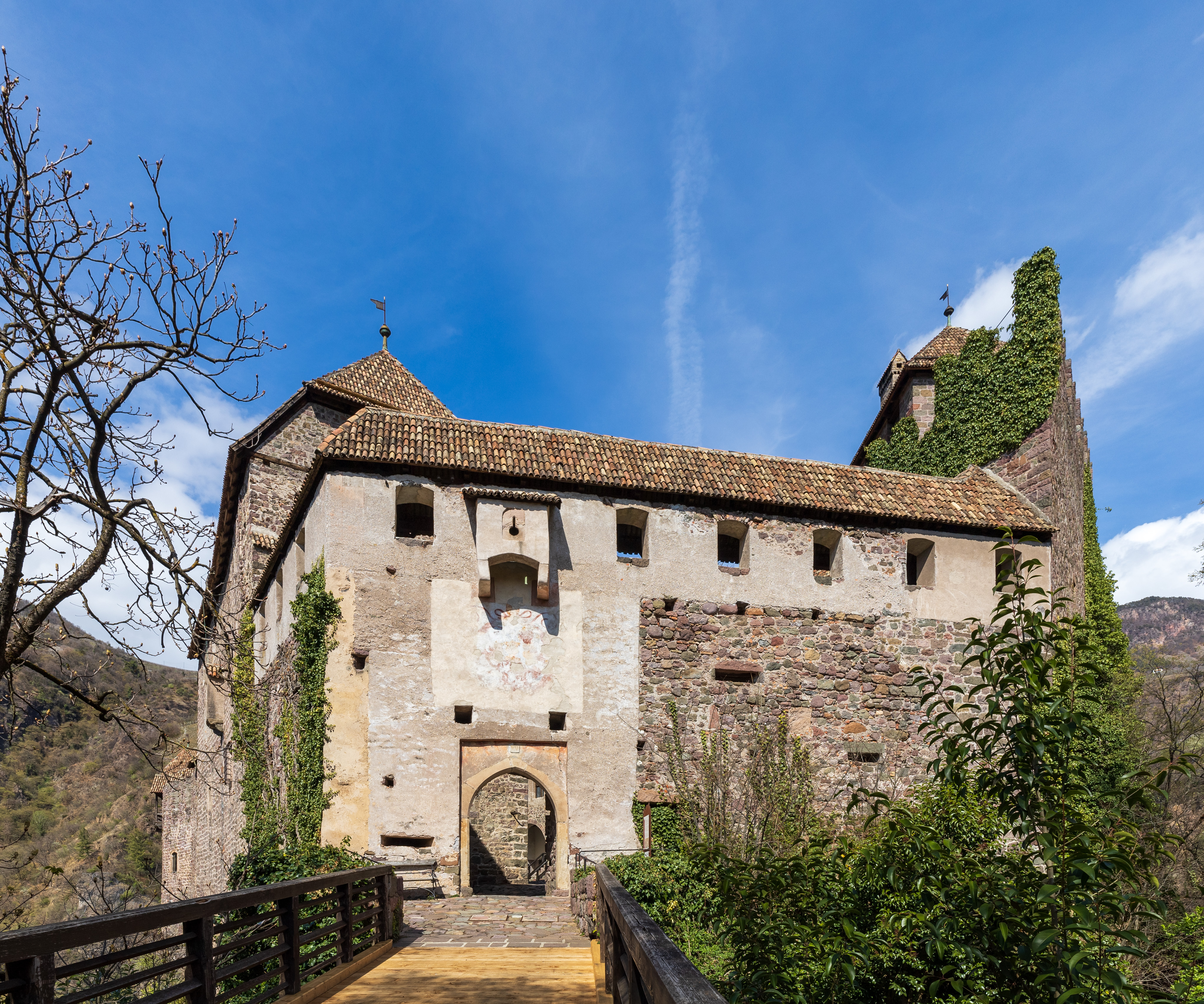
Вход в замок
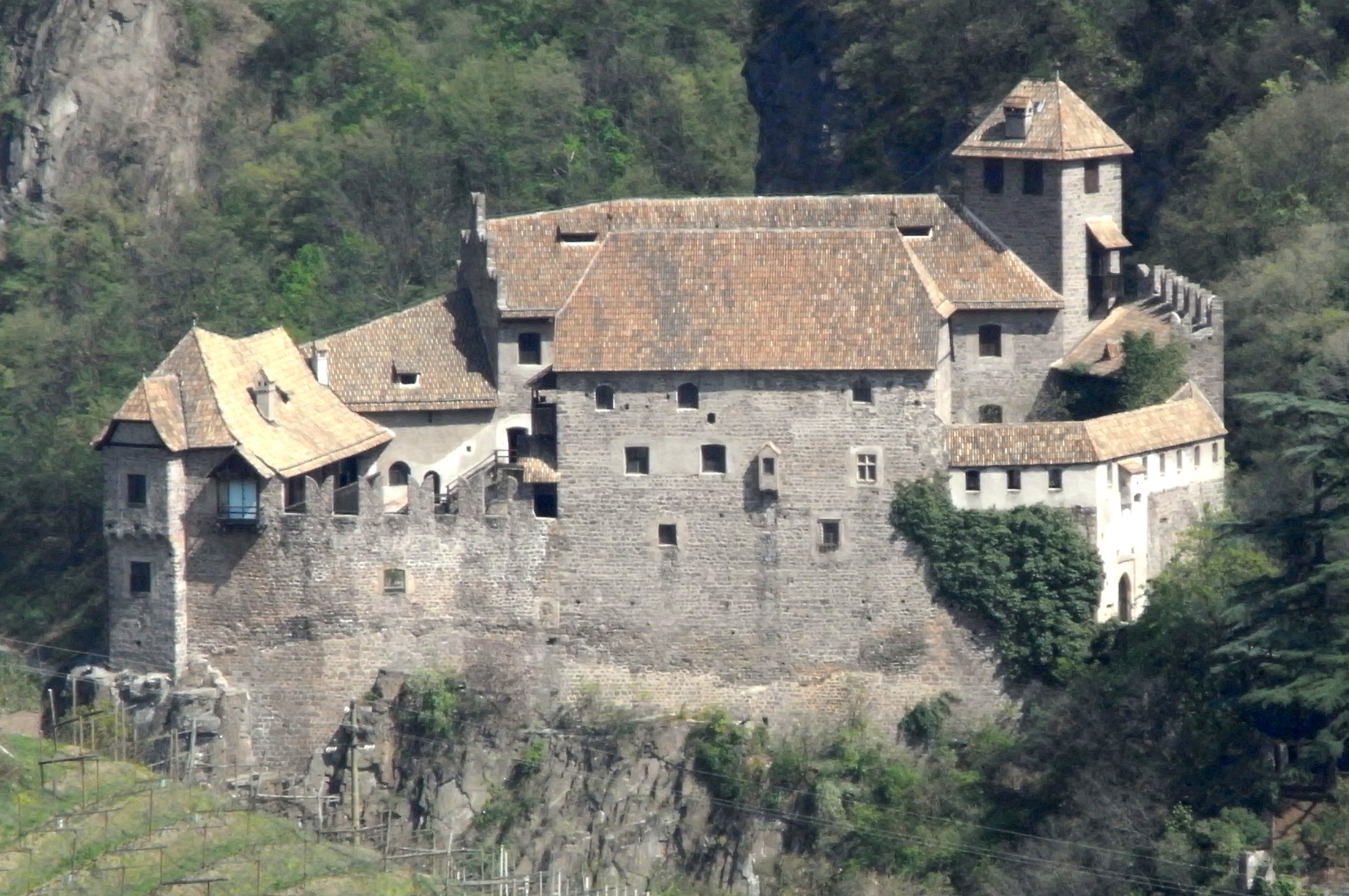
Вид замка с западной стороны
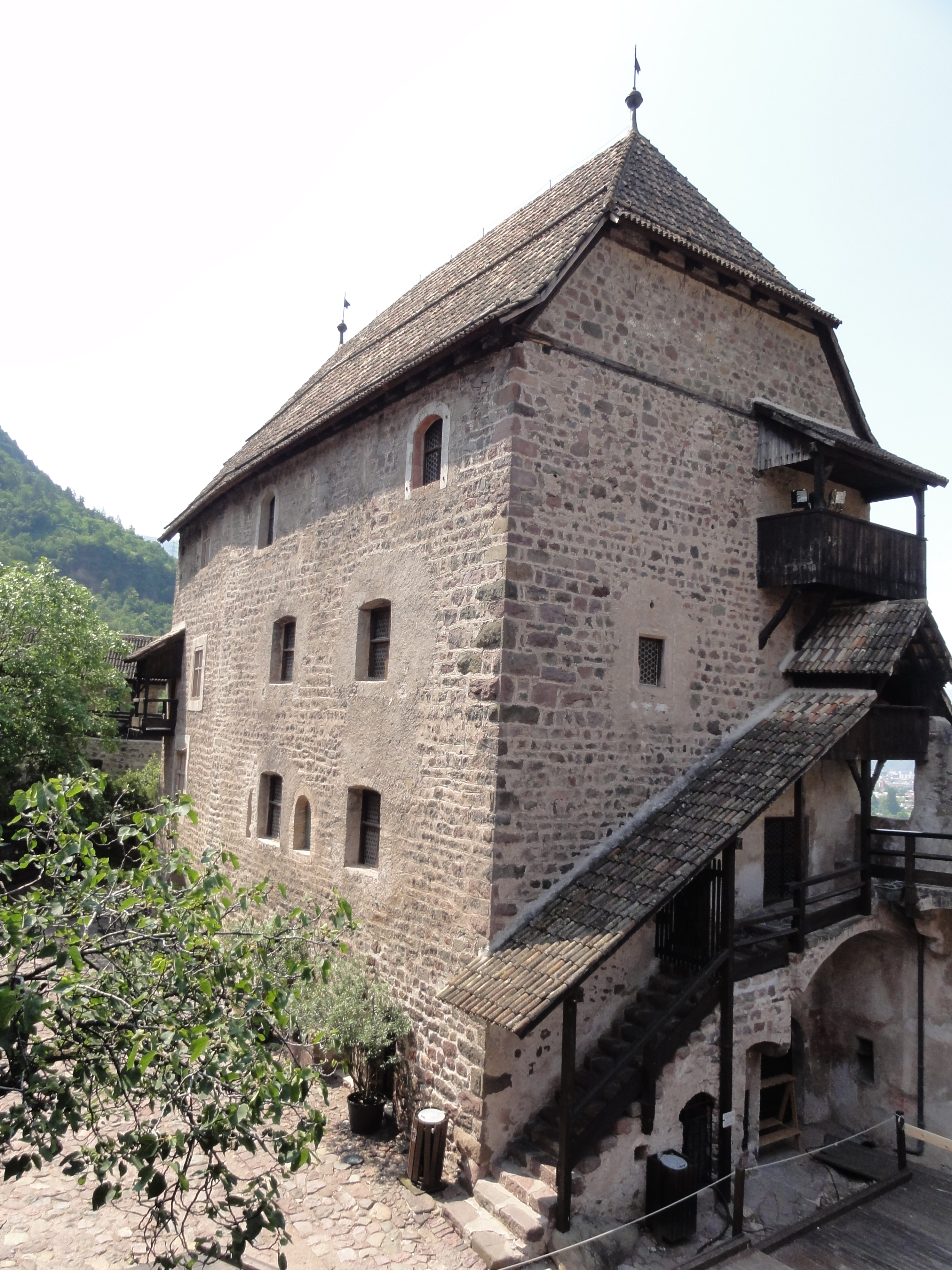
Западный дворец
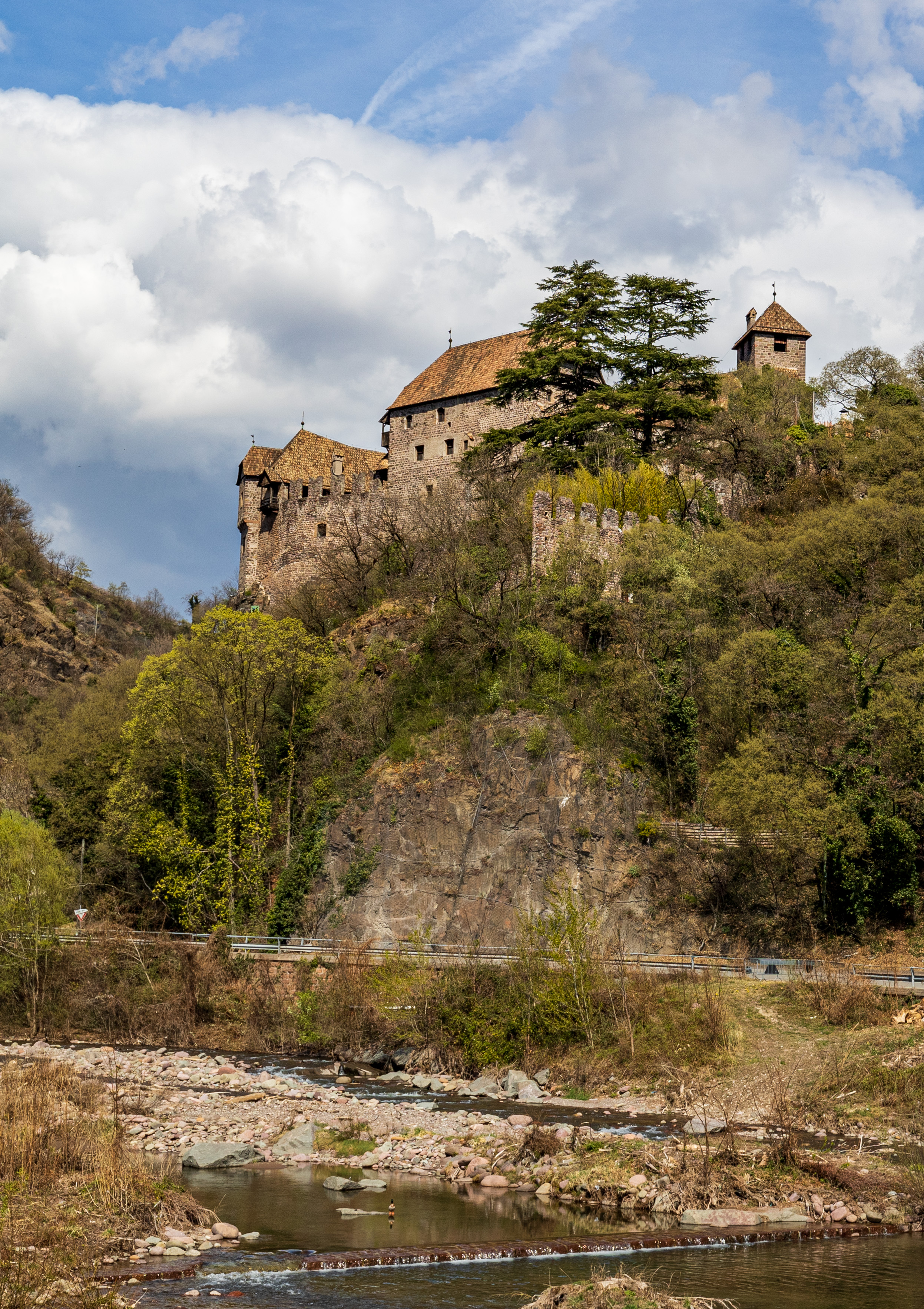
Вид замка со стороны реки